# Sebastian Regler
Sebastian Regler (* 27. November 1884 in Süß bei Hahnbach; † 10. November 1959 in Amberg) war ein hauptamtlicher Bürgermeister in Amberg.

## Leben
Seiner Schulzeit am Königlich Humanistischen Gymnasium in Amberg folgte ein Studium der Rechtswissenschaft in München und Erlangen, das er im Jahre 1910 abschloss. Danach war Sebastian Regler als Rechtsanwalt und dann als Amtsanwalt in Amberg tätig.
Von 1914 bis 1918 war er als Kompagnieführer beim 6. Infanterieregiment Kriegsteilnehmer am Ersten Weltkrieg. 1916 wurde er vor Verdun schwer verwundet.
1919 trat er zunächst als Rechtsrat, dann als berufsmäßiger 2. rechtskundiger Bürgermeister in den Dienst der Stadt Amberg. Am 22. März 1933 wurde er zusammen mit dem Oberbürgermeister Eduard Klug, der wie Regler der Bayerischen Volkspartei angehörte, von den Nationalsozialisten zwangsbeurlaubt, aber ab dem 24. März 1933 wieder in seine früheren Funktionen als Rechtsrat und berufsmäßiger, rechtskundiger Bürgermeister zurückgeholt. Zum 1. Mai 1933 trat er der NSDAP bei (Mitgliedsnummer 2.554.745).
Nachdem Oberbürgermeister Josef Filbig 1939 zur Luftwaffe einberufen worden war, übernahm Sebastian Regler für die Dauer des Krieges zusätzlich die Amtsgeschäfte des Oberbürgermeisters. Für die Stadt Amberg war er der örtliche Luftschutzleiter. Während dieser Zeit war Regler auch Vorsitzender des Bayerischen Roten Kreuzes für die Kreise Amberg und Nabburg. Die Amtslasten im Krieg sowie die Bedrohung mit dem Standgericht durch den NSDAP-Kreisleiter im Ringen um die Erhaltung der Stadt Amberg während der letzten Kriegsmonate hatten ihn krank gemacht. Wenige Parteitreue wollten am Verteidigungsbefehl festhalten, bis der NSDAP-Kreisleiter Artur Kolb in Gewehrfeuer auf der Raigeringer Höhe den Tod suchte. Es befanden sich nur noch wenige Wehrmachttruppen in der Stadt. Die Bevölkerung wollte wie der Luftschutzleiter Bürgermeister Sebastian Regler und der Kreis seiner Berater eine kampflose Übergabe. Die amerikanischen Truppen rückten am Abend des 22. April 1945 in Amberg ein. Am Morgen des 23. April 1945 übergab er die Stadt Amberg formal an die amerikanische Armee.
Am 15. Mai 1945 wurde Sebastian Regler aus dem Dienst entlassen und dann in den Ruhestand versetzt.

## Nachleben
Von der Stadt Amberg wurde am Eisberg nach dem Ehrenbürger die Sebastian-Regler-Straße benannt.